# Ectropothecium protractulum
Ectropothecium protractulum är en bladmossart som beskrevs av Brotherus 1897. Ectropothecium protractulum ingår i släktet Ectropothecium och familjen Hypnaceae. Inga underarter finns listade i Catalogue of Life.